# Mutatocoptops cambodgensis
Mutatocoptops cambodgensis är en skalbaggsart som beskrevs av Stefan von Breuning 1974. Mutatocoptops cambodgensis ingår i släktet Mutatocoptops och familjen långhorningar. Inga underarter finns listade i Catalogue of Life.